# Рудольф Кох-Ерпах
Рудольф Кох-Ерпах (нім. Rudolf Koch-Erpach; нар. 9 квітня 1886, Мюнхен — пом. 28 листопада 1971, Карлсруе) — німецький воєначальник часів Третього Рейху, генерал кінноти Вермахту (1940). Кавалер Лицарського хреста Залізного хреста (1940). Учасник Першої та Другої світових війн, за часів Другої світової війни керував військовим округами й командував піхотними та танковими з'єднаннями і об'єднаннями.

## Біографія
Рудольф Кох (нім. Rudolf Koch) народився 9 квітня 1886 в столиці баварського королівства Мюнхені в родині німецького військового, генерал-майора Антона Коха (1854–1926).
Військова кар'єра
- 22 липня 1904 — фанен-юнкер
- 1 грудня 1904 — фанен-юнкер-унтерофіцер
- 4 березня 1905 — фенріх
- 6 березня 1906 — лейтенант
- 25 червня 1913 — оберлейтенант
- 1 березня 1916 — ротмістр
- 19 травня 1916 — ротмістр
- 1 листопада 1924 — майор
- 1 жовтня 1929 — оберстлейтенант
- 1 квітня 1932 — оберст
- 1 січня 1935 — генерал-майор
- 1 квітня 1937 — генерал-лейтенант
- 1 грудня 1940 — генерал кінноти

У липні 1904 молодий Рудольф поступив до військової гімназії, звідки випустився через півроку у званні фенріха й прибув для подальшого проходження служби до 2-го баварського уланського полку «Кеніг» (нім. Königlich Bayerisches 2. Ulanen-Regiment „König“), де служив до квітня 1910. З 1 березня 1905 по 7 лютого 1906 паралельно проходив навчання у військовому училищі Мюнхена. 6 березня 1906 отримав перше офіцерське звання лейтенанта. 22 квітня 1910 переведений для проходження служби до 6-го королівського баварського шеволежерського полку «Принц Альбрехт Прусський» (нім. Königlich Bayerisches 6. Chevaulegers-Regiment „Prinz Albrecht von Preußen“), у якому служив до початку Першої світової війни. В період з 1 жовтня 1912 до 31 липня 1914 одночасно навчався у Мюнхенській військовій академії.
За часів Першої світової війни служив ад'ютантом у штабі III-го Баварського армійського корпусу, потім відправлений до німецького штабного елементу на Близькій Схід, у Персію. Літом 1916 року прикомандирований, як штабний офіцер зв'язку, до XII-го австро-угорського корпусу, потім Південної та 3-ї армії союзників.
З осені 1916 до кінця війни проходив службу на різних штабних посадах, у листопаді 1917-січні 1918 — командир батальйону 16-го Баварського резервного піхотного полку. Війну закінчив штабним офіцером у групі армій «Кронпринц Рупрехт».
У післявоєнний час змінив багато посад у різних штабних, навчальних та допоміжних структурах. У 1923–1927 — командир ескадрону 17-го гірсько-піхотного полку. З 1 вересня 1929 до 1 жовтня 1932 — командир цього полку. З 1 листопада 1932 — начальник штабу 1-ї кінної дивізії Рейхсверу, далі — командир 3-ї кінної бригади.
З приходом нацистів до влади продовжив службу в лавах Збройних сил, з 15 жовтня 1935 — командир 8-ї піхотної дивізії Вермахту.
На чолі цій дивізії Р.Кох-Ерпах вступив у Другу світову війну. У вересні 1939 році він командував піхотною дивізією під час вторгнення в Польщу. 23 вересня 1939 генерал-майор Кох-Ерпах під час битви за Краснобруд був захоплений польськими військами в полон, звідки незабаром був звільнений у зв'язку з закінченням військових дій.
24 червня 1940, за вміле керівництво військами в ході битви за Францію, командир 8-ї німецької піхотної дивізії був нагороджений Лицарським хрестом Залізного Хреста.
З 1 листопада 1940 по 1 березня 1941 року генерал-лейтенант Р.Кох-Ерпах командувач LX-го командування у Франції та нетривалий термін (1 квітня — 1 травня 1941) XXXV-го командування особливого призначення в Генеральній губернії.
З 1 травня 1942 по 26 січня 1945 року генерал кінноти Кох-Ерпах командувач VIII-го військового округу зі штаб-квартирою для цього військового округу в Бреслау. До району його відповідальності входили Сілезія, Судетська область, частина Моравії і частина південно-західної Польщі. Військовий округ припинив свою діяльність у лютому 1945 року у зв'язку з наступом радянських військ.
З 16 лютого по 10 квітня 1945 року він недовго був командиром LVI-го танкового корпусу, який вдруге формував після розгрому танкового корпусу радянськими військами у січні 1945 в боях під час Вісло-Одерської операції. На чолі цього корпусу генерал Р.Кох-Ерпах бився у Верхньо-Сілезькій операції. У березні 1945 року Кох-Erpach і його штаб були оточені Червоної Армії під Оппельн — сучасне Ополе. Щоб вирвати його звідти, генерал-фельдмаршал Фердинанд Шернер наказав естонському офіцеру СС, оберсту, виконуючому обов'язки командира 20-ї гренадерської дивізії СС Альфонсу Ребане вивести командування корпусу з оточення. Ребане за допомогою 4 естонських добровольців зі своєї дивізії вивів генерала Р.Кох-Ерпаха з його штабом без втрат до німецьких військ. По рекомендації генерала за такий подвиг оберст А.Ребане був нагороджений дубовим листям до Лицарського хреста Залізного Хреста.
Останні тижні війни, генерал кінноти Р.Кох-Ерпах керував XI-м військовим округом. З 6 до [8 травня] 1945, після потрапляння генерала Г.Ферча до полону, був командувачем 1-ї польової армії Вермахту, війська якої билися в Баварії, й відступали до Дунаю, де врешті-решт 8 травня 1945 капітулювали американцям.
Рудольф Кох-Ерпах перебував в американському полоні з 8 травня 1945 до 1948 року. Після визволення мешкав у Німеччині. Помер 28 листопада 1971 у Карлсруе.

## Нагороди
- Медаль принца-регента Луїтпольда
- Залізний хрест 2-го і 1-го класу
- Орден «За заслуги» (Баварія) 4-го класу з мечами і короною
- Хрест «За військові заслуги» (Австро-Угорщина) 3-го класу з військовою відзнакою і золотою пряжкою
- Срібна медаль «Ліакат» з шаблями (Османська імперія)
- Військова медаль (Османська імперія)
- Орден «За військові заслуги» (Болгарія), офіцерський хрест
- Почесний хрест ветерана війни з мечами
- Медаль «За вислугу років у Вермахті» 4-го, 3-го, 2-го і 1-го класу (25 років)
- Застібка до Залізного хреста 2-го і 1-го класу
- Лицарський хрест Залізного хреста (24 червня 1940)
- Хрест Воєнних заслуг 2-го і 1-го класу з мечами
- Медаль «За зимову кампанію на Сході 1941/42» (15 серпня 1942)
- Німецький хрест в сріблі (24 листопада 1944)